# Indianapolis 500 1911
Indianapolis 500 1911 – 1. edycja 500-milowego wyścigu rozegranego na torze Indianapolis Motor Speedway odbyła się 30 maja 1911 roku. Pierwszy w historii wyścig na tak dużym dystansie.

## Ustawienie na starcie
Aby zakwalifikować się do wyścigu wymagano, aby zawodnik przejechał dystans ćwierć mili (0,4 km) z prędkością przekraczającą 75 mil na godzinę (120,7 km/h). Samo ustawienie na starcie jednak było ustalone według kolejności zgłoszeń.
| Linia | Skrajnie wewnątrz | Wewnątrz        | Na środku     | Na zewnątrz      | Skrajnie na zewnątrz |
| ----- | ----------------- | --------------- | ------------- | ---------------- | -------------------- |
| 1     | Pozycja Pace Cara | Lewis Strang    | Ralph DePalma | Harry Endicott   | Johnny Aitken        |
| 2     | Louis Disbrow     | Frank Fox       | Harry Knight  | Joe Jagersberger | Will Jones           |
| 3     | Gil Andersen      | Spencer Wishart | W.H. Turner   | Fred Belcher     | Arthur Chevrolet     |
| 4     | Charles Basle     | Eddie Hearne    | Harry Grant   | Charlie Merz     | Howdy Wilcox         |
| 5     | Mel Marquette     | Fred Ellis      | Harry Cobe    | Jack Tower       | Ernest Delaney       |
| 6     | David Bruce-Brown | Lee Frayer      | Joe Dawson    | Ray Harroun      | Ralph Mulford        |
| 7     | Teddy Tetzlaff    | Herbert Lytle   | Hughie Hughes | Charles Bigelow  | Ralph Beardsley      |
| 8     | Caleb Bragg       | Howard Hall     | Bill Endicott | Arthur Greiner   | Bob Burman           |
| 9     | Billy Knipper     |                 |               |                  |                      |

## Wyścig
Wszyscy kierowcy którzy odpadli z wyścigu zostali sklasyfikowani za tymi którzy dojechali do mety niezależnie od liczby przejechanych okrążeń.
| P                                               | Start                                           | Nr                                              | Kierowca                                          | (Kierowca odciążający)                            | Nadwozie                                        | Silnik                                          | Okrążeń                                         | NP                                  | Czas/Powód wycofania                | Zespół                               | Nagroda                             |
| ----------------------------------------------- | ----------------------------------------------- | ----------------------------------------------- | ------------------------------------------------- | ------------------------------------------------- | ----------------------------------------------- | ----------------------------------------------- | ----------------------------------------------- | ----------------------------------- | ----------------------------------- | ------------------------------------ | ----------------------------------- |
| 1                                               | 28                                              | 32                                              | Ray Harroun                                       | Cyrus Patschke                                    | Marmon                                          | Marmon                                          | 200                                             | 88                                  | 6:42:08                             | Nordyke & Marmon Company             | $14 250                             |
| 2                                               | 29                                              | 33                                              | Ralph Mulford                                     | Ralph Mulford                                     | Lozier                                          | Lozier                                          | 200                                             | 10                                  | +1:43                               | Lozier Motor Company                 | $5 200                              |
| 3                                               | 25                                              | 28                                              | David Bruce-Brown                                 | David Bruce-Brown                                 | Fiat                                            | Fiat                                            | 200                                             | 81                                  | +10:21                              | E. E. Hewlett                        | $3 250                              |
| 4                                               | 11                                              | 11                                              | Spencer Wishart                                   | Dave Murphy                                       | Mercedes                                        | Mercedes                                        | 200                                             | 5                                   | +10:49                              | Spencer Wishart                      | $2 350                              |
| 5                                               | 27                                              | 31                                              | Joe Dawson                                        | Cyrus Patschke                                    | Marmon                                          | Marmon                                          | 200                                             | 0                                   | +12:26                              | Nordyke & Marmon Company             | $1 500                              |
| 6                                               | 2                                               | 2                                               | Ralph DePalma                                     | Ralph DePalma                                     | Simplex                                         | Simplex                                         | 200                                             | 4                                   | +19:54                              | Simplex Automobile Company           | $1 000                              |
| 7                                               | 18                                              | 20                                              | Charlie Merz                                      | Len Zengel                                        | National                                        | National                                        | 200                                             | 0                                   | +24:12                              | National Motor Vehicle Company       | $800                                |
| 8                                               | 12                                              | 12                                              | W.H. Turner                                       | Walter Jones                                      | Amplex                                          | Amplex                                          | 200                                             | 0                                   | +33:48                              | Simplex Automobile Company           | $700                                |
| 9                                               | 13                                              | 15                                              | Fred Belcher                                      | John Coffey                                       | Knox                                            | Knox                                            | 200                                             | 4                                   | +35:01                              | Knox Automobile Company              | $600                                |
| 10                                              | 22                                              | 25                                              | Harry Cobe                                        | Louis Schwitzer                                   | Jackson                                         | Jackson                                         | 200                                             | 0                                   | +39:42                              | Jackson Automobile Company           | $500                                |
| 11                                              | 10                                              | 10                                              | Gil Andersen                                      | Gil Andersen                                      | Stutz                                           | Wisconsin                                       | 200                                             | 0                                   | +40:47                              | Ideal Motor Car Company              |                                     |
| 12                                              | 32                                              | 36                                              | Hughie Hughes                                     | Hughie Hughes                                     | Mercer                                          | Mercer                                          | 200                                             | 0                                   | +41:24                              | Mercer Motors Company                |                                     |
| 13                                              | 26                                              | 30                                              | Lee Frayer                                        | Eddie Rickenbacker                                | Firestone-Columbus                              | Firestone-Columbus                              | 197                                             | 0                                   | +3 okrążenia                        | Columbus Buggy Company               |                                     |
| 14                                              | 19                                              | 21                                              | Howdy Wilcox                                      | Howdy Wilcox                                      | National                                        | National                                        | 194                                             | 0                                   | +6 okrążeń                          | National Motor Vehicle Company       |                                     |
| 15                                              | 33                                              | 37                                              | Charles Bigelow                                   | W. H. Frey E. H. Sherwood                         | Mercer                                          | Mercer                                          | 194                                             | 0                                   | +6 okrążeń                          | Mercer Motors Company                |                                     |
| 16                                              | 3                                               | 3                                               | Harry Endicott                                    | Harry Endicott                                    | Inter-State                                     | Inter-State                                     | 192                                             | 0                                   | +8 okrążeń                          | Inter-State Automobile Company       |                                     |
| 17                                              | 36                                              | 41                                              | Howard Hall                                       | Rupert Jeffkins                                   | Velie                                           | Velie                                           | 190                                             | 0                                   | +10 okrążeń                         | Velie Motors Corporation             |                                     |
| 18                                              | 40                                              | 46                                              | Billy Knipper                                     | Billy Knipper                                     | Benz                                            | Benz                                            | 188                                             | 0                                   | +12 okrążeń                         | E. A. Moross                         |                                     |
| 19                                              | 39                                              | 45                                              | Bob Burman                                        | Bob Burman                                        | Benz                                            | Benz                                            | 183                                             | 0                                   | +17 okrążeń                         | E. A. Moross                         |                                     |
| 20                                              | 34                                              | 38                                              | Ralph Beardsley                                   | Frank Goode                                       | Simplex                                         | Simplex                                         | 178                                             | 0                                   | +22 okrążenia                       | Simplex Automobile Company           |                                     |
| 21                                              | 16                                              | 18                                              | Eddie Hearne                                      | Edward Parker                                     | Fiat                                            | Fiat                                            | 175                                             | 0                                   | +25 okrążeń                         | Edward A. Hearne                     |                                     |
| 22                                              | 6                                               | 6                                               | Frank Fox                                         | Fred Clemons                                      | Pope-Hartford                                   | Pope-Hartford                                   | 162                                             | 0                                   | +38 okrążeń                         | Pope Manufacturing Company           |                                     |
| 23                                              | 24                                              | 27                                              | Ernest Delaney                                    | Ernest Delaney                                    | Cutting                                         | Cutting                                         | 160                                             | 0                                   | +40 okrążeń                         | Clark-Carter Automobile Company      |                                     |
| 24                                              | 23                                              | 26                                              | Jack Tower                                        | Robert Evans                                      | Jackson                                         | Jackson                                         | 145                                             | 0                                   | +55 okrążeń                         | Jackson Automobile Company           |                                     |
| 25                                              | 20                                              | 23                                              | Bert Adams (wystartował) Mel Marquette (ukończył) | Bert Adams (wystartował) Mel Marquette (ukończył) | McFarlan                                        | McFarlan                                        | 142                                             | 0                                   | +58 okrążeń                         | Speed Motors Company                 |                                     |
| 26                                              | 37                                              | 42                                              | Bill Endicott                                     | Johnny Jenkins                                    | Cole                                            | Cole                                            | 104                                             | 0                                   | +96 okrążeń                         | Cole Motor Car Company               |                                     |
| 27                                              | 4                                               | 4                                               | Johnny Aitken                                     | Johnny Aitken                                     | National                                        | National                                        | 125                                             | 8                                   | Awaria korbowodu                    | National Motor Vehicle Company       |                                     |
| 28                                              | 9                                               | 9                                               | Will Jones                                        | Will Jones                                        | Case                                            | Wisconsin                                       | 122                                             | 0                                   | Układ kierowniczy                   | Case Corporation                     |                                     |
| 29                                              | 1                                               | 1                                               | Lewis Strang                                      | Elmer Ray                                         | Case                                            | Wisconsin                                       | 109                                             | 0                                   | Układ kierowniczy                   | Case Corporation                     |                                     |
| 30                                              | 7                                               | 7                                               | Harry Knight                                      | Harry Knight                                      | Westcott                                        | Westcott                                        | 90                                              | 0                                   | Wypadek                             | Westcott Motor Car Company           |                                     |
| 31                                              | 8                                               | 8                                               | Joe Jagersberger                                  | Joe Jagersberger                                  | Case                                            | Wisconsin                                       | 87                                              | 0                                   | Wypadek                             | Case Corporation                     |                                     |
| 32                                              | 31                                              | 35                                              | Herbert Lytle                                     | Herbert Lytle                                     | Apperson                                        | Apperson                                        | 82                                              | 0                                   | Wypadek w boksie                    | Apperson Brothers Automotive Company |                                     |
| 33                                              | 17                                              | 19                                              | Harry Grant                                       | Harry Grant                                       | Alco                                            | Alco                                            | 51                                              | 0                                   | Awaria łożysk                       | American Locomotive Company          |                                     |
| 34                                              | 15                                              | 17                                              | Charles Basle                                     | Charles Basle                                     | Buick                                           | Buick                                           | 46                                              | 0                                   | Wał korbowy                         | Buick Motor Company                  |                                     |
| 35                                              | 5                                               | 5                                               | Louis Disbrow                                     | Louis Disbrow                                     | Pope-Hartford                                   | Pope-Hartford                                   | 45                                              | 0                                   | Wypadek                             | Pope Manufacturing Company           |                                     |
| 36                                              | 14                                              | 16                                              | Arthur Chevrolet                                  | Arthur Chevrolet                                  | Buick                                           | Buick                                           | 30                                              | 0                                   | Wał korbowy                         | Buick Motor Company                  |                                     |
| 37                                              | 35                                              | 39                                              | Caleb Bragg                                       | Caleb Bragg                                       | Fiat                                            | Fiat                                            | 24                                              | 0                                   | Wypadek w boksie                    | Caleb S. Bragg                       |                                     |
| 38                                              | 21                                              | 24                                              | Fred Ellis                                        | Fred Ellis                                        | Jackson                                         | Jackson                                         | 22                                              | 0                                   | Pożar                               | Jackson Automobile Company           |                                     |
| 39                                              | 30                                              | 34                                              | Teddy Tetzlaff                                    | Teddy Tetzlaff                                    | Lozier                                          | Lozier                                          | 20                                              | 0                                   | Wypadek                             | Lozier Motor Company                 |                                     |
| 40                                              | 38                                              | 44                                              | Arthur Greiner                                    | Arthur Greiner                                    | Amplex                                          | Amplex                                          | 12                                              | 0                                   | Wypadek                             | Simplex Motor Car Company            |                                     |
| P                                               | Start                                           | Nr                                              | Kierowca                                          | (Kierowca odciążający)                            | Nadwozie                                        | Silnik                                          | Okrążeń                                         | NP                                  | Czas/Powód wycofania                | Zespół                               | Nagroda                             |
| Zmiany na prowadzeniu: 12 pomiędzy 7 kierowcami | Zmiany na prowadzeniu: 12 pomiędzy 7 kierowcami | Zmiany na prowadzeniu: 12 pomiędzy 7 kierowcami | Zmiany na prowadzeniu: 12 pomiędzy 7 kierowcami   | Zmiany na prowadzeniu: 12 pomiędzy 7 kierowcami   | Zmiany na prowadzeniu: 12 pomiędzy 7 kierowcami | Zmiany na prowadzeniu: 12 pomiędzy 7 kierowcami | Zmiany na prowadzeniu: 12 pomiędzy 7 kierowcami | *NP – liczba okrążeń na prowadzeniu | *NP – liczba okrążeń na prowadzeniu | *NP – liczba okrążeń na prowadzeniu  | *NP – liczba okrążeń na prowadzeniu |